# ترافيس روي (كاتب)
ترافيس روي (بالإنجليزية: Travis Roy)‏ هو لاعب هوكي الجليد ومتحدث تحفيزي وكاتب أمريكي، ولد في 17 أبريل 1975 في أوغوستا في الولايات المتحدة.

## وصلات خارجية
- ترافيس روي على موقع EliteProspects.com (الإنجليزية)
- ترافيس روي على موقع HockeyDB.com (الإنجليزية)